# Марк Фіцпатрік
Марк Фіцпатрік (англ. Mark Fitzpatrick; 13 листопада 1968, м. Торонто, Канада) — канадський хокеїст, воротар.    
Виступав за «Медисин-Гет Тайгерс» (ЗХЛ), «Лос-Анджелес Кінгс», «Нью-Гейвен Найтгокс» (АХЛ), «Нью-Йорк Айлендерс», «Кепітал-Дистрикт Айлендерс» (АХЛ), «Флорида Пантерс», «Ворт-Вейн Кометс» (ІХЛ), «Тампа-Бей Лайтнінг», «Чикаго Блекгокс», «Кароліна Гаррікейнс», «Цинциннаті Сайклонс» (ІХЛ), «Детройт Вайперс» (ІХЛ).
В чемпіонатах НХЛ — 328 матчів, у турнірах Кубка Стенлі — 9 матчів.
Досягнення
- Володар Меморіального кубка (1987, 1988)

Нагороди
- Пам'ятний трофей Білла Мастертона (1992)
- Трофей Дела Вілсона (1986)
- Пам'ятний трофей Гепа Еммса (1987, 1988)